# Andreas Morell
Andreas Morell est un numismate suisse, né à Berne le 9 juin 1646, mort à Arnstadt le 26 avril 1703.

## Biographie
L’étude de l’histoire développe son goût pour la numismatique et, grâce à sa mémoire prodigieuse, à sa rare pénétration, il devient un des plus savants numismates de son siècle. S’étant rendu à Paris en 1680, il est admis dans la société de savants et de gens de lettres que le duc d’Aumont réunit chez lui, s’y lie avec Spanheim et entreprend, d’après son conseil, un grand travail sur les médailles des anciens.
En 1683, il publie, sous le titre de Specimen universæ rei nummariæ antiquæ, un essai de ce grand ouvrage, dont il grave lui-même les planches. Ce travail lui vaut, peu après, d’être adjoint à Rainssant pour mettre en ordre le cabinet des médailles.
C'est avec une ardeur infatigable que Morell se livre à la classification et à l’arrangement de la riche collection confiée à ses soins ; mais, lorsque son travail est terminé, on tarde à lui donner la récompense qui lui a été promise. Indigné, il se plaint avec vivacité, et est enfermé à la Bastille par ordre de Louvois et n'est relâché qu’après un emprisonnement de trois ans, sur les réclamations du canton de Berne, en 1691.
Morell retourne alors dans sa ville natale, après avoir refusé la place de conservateur des médailles que Louis XIV lui offre, se rend en 1694 à Arnstadt et devient conservateur du riche cabinet de médailles du comte de Schwartzbourg. C’est dans cette ville qu’il passe les dernières années de sa vie.
Morell ne peut parvenir à se procurer les fonds nécessaires pour la publication de son grand ouvrage sur les médailles anciennes, ouvrage immense que, du reste, il n’a pas le temps de terminer.

## Œuvres
Outre l’ouvrage précité et quelques lettres, on a de Morell : Thesaurus Morellianus, sive familiarum romanarum numismata omnia (Amsterdam, 1734,2 vol. in-fol.) ; Thesaurus Morellianus, sive commentaria in XII priorum imperatorum romanorum numismata (Amsterdam, 1752, 3 vol. in-fol.), ouvrages publiés par Havercamp.

## Source
- « Andreas Morell », dans Pierre Larousse, Grand dictionnaire universel du XIXe siècle, Paris, Administration du grand dictionnaire universel, 15 vol., 1863-1890 [détail des éditions].